# إليفاليه لوكوود
إليفاليه لوكوود هو سياسي أمريكي، ولد في 1741 في نوروولك في الولايات المتحدة، وتوفي بنفس المكان في 1814. انتخب عضو مجلس نواب كونيتيكت ‏.